# Har Aminadav
Har Aminadav (hebrejsky: הר עמינדב) je hora o nadmořské výšce 842 metrů v centrálním Izraeli, v pohoří Judské hory.
Nachází se cca 9 kilometrů jihozápadně od centra Jeruzaléma, na západním okraji vesnice Aminadav. Má podobu zalesněného srázu, který na jihu a jihozápadě spadá do kaňonu vádí Nachal Refa'im, podél kterého vede železniční trať Tel Aviv-Jeruzalém. Na severu se volněji sklání k vesnici Even Sapir a k údolí potoka Sorek. Hora je turisticky využívaná, vede tu Izraelská stezka. Z vrcholu je výhled do okolní krajiny. Poblíž vrcholové partie začíná zastavěné území obce Aminadav, jihozápadně pod vrcholem leží památník Jad Kennedy. Pás strmých strání lemujících údolí Nachal Refa'im a Soreku pokračuje oběma směry odtud. Na západě je to Har Salmon, na východě Reches Lavan a Har Ora.